# Edde (Líbano)
Edde ou Eddé (Árabe: إده) é uma vila localizada a 45 km ao norte de Beirute, Líbano. Ela se eleva a uma altitude de 210 metros acima do nível do mar e cobre uma área de 398 acres.

## Etimologia
O nome Edde tem origem na raiz semítica edd, que quer dizer 'força'.

## Demografia
Edde é uma pequena cidade de aproximadamente 700 residentes. Nas eleições libanesas de 2009, o município teve 461 votos registrados (226 homens e 235 mulheres). Seus habitantes são predominantemente católicos maronitas.

## Clima
Edde tem um clima mediterrâneo, caracterizado por um verão quente e praticamente sem chuva, outonos e primaveras agradáveis, e invernos frescos e chuvosos. Agosto é o mês mais quente do ano, enquanto janeiro e fevereiro são os mais frios.
A precipitação média anual é de aproximadamente 900 milímetros, quase totalmente concentrada no inverno, outono e primavera. Grande parte da chuva no outono e na primavera ocorre em poucos dias, mas com temporais intensos. No inverno, porém, a chuva se distribui de forma mais uniforme ao longo de muitos dias. O verão recebe muito pouca (ou nenhuma) precipitação. Neve em Edde é rara e geralmente ocorre sem acumulação.

## Igrejas
A Igreja de Mar Jurius (São Jorge), situada em uma pequena praça no centro da vila, foi construída com vestígios de um templo romano. Em uma colina mais ao sul, encontram-se as ruínas da igreja de Sayidat Douka.
Inúmeras outras igrejas antigas estão espalhadas pela vila, muitas delas com elementos de templos pagãos. Entre elas, destacam-se a igreja dupla de São João e São Teodoro, bem como as igrejas de São Doumit e Santo Elias.
|  |  |  |

## Clube
O Edde Club é um clube desportivo, social e cultural que oferece instalações recreativas aos seus membros, incluindo basquetebol, futebol, voleibol, pingue-pongue e uma academia. O clube está principalmente ativo durante a época de verão, quando organiza torneios nacionais e regionais.

## Galeria
|  |